# 髙松瞳
髙松 瞳（たかまつ ひとみ、2001年1月19日 - ）は、日本のアイドルであり、女性声優アイドルグループ・=LOVEのメンバーである。
東京都出身。代々木アニメーション学院所属。愛称はひとみん、ひときち。

## 略歴

### 2017年
- 4月19日、「代々木アニメーション学院 Presents 指原莉乃プロデュース声優アイドルオーディション」の二次審査を通過し、SHOWROOMオーディションに進出[3]
- 4月29日、上述のオーディションの最終審査にて合格[4]
- 6月14日、「=LOVE」SHOWROOM個人配信開催に伴い、正式メンバーに決定[5]
- 8月5日、「TOKYO IDOL FESTIVAL2017」で初ライブに出演[6]
- 9月6日、SACRA MUSICよりメジャーデビューシングル「=LOVE」にて歌手デビュー[6]
- 9月29日、髙松コンストラクショングループの広告宣伝キャラクターに選出[7]
- 11月11日、『劇場版 はいからさんが通る 前編 ～紅緒、花の17歳～』で佐々木舞香、瀧脇笙古とともに声優デビュー[8]

### 2018年
- 2月15日 - 18日、初舞台『あにてれ×=LOVE ステージプロジェクト「けものフレンズ」』（AiiA 2.5 Theater Tokyo）出演[9]

### 2019年
- 8月6日、テレビドラマ『本気のしるし』出演発表[10]
- 9月19日、「デビュー二周年記念コンサート」出演後、活動を一時休止[11]

### 2020年
- 9月6日、「＝LOVE 3rd ANNIVERSARY PREMIUM CONCERT」にて活動復帰[12]
- 12月7日、齊藤なぎさとのデュエット『流星群』MV公開[13]

### 2021年
- 7月9日、野口衣織、冨田菜々風と共に成人式イベント開催[14]

### 2022年
- 4月20日、それまで務めていた=LOVEシングル主題曲のセンターから降板することを発表[15]
- 5月24日、シングル『あの子コンプレックス』に収録される、初のソロ曲「僕のヒロイン」のMVが公開[16]
- 11月、部長を務める「イコラブボートレース部」の活動を開始[17]

### 2024年
- 7月8日、「ボートレース浜名湖レディース戦盛り上げ大使」に就任[18]。

## 人物
- アイドルが好きで、特に乃木坂46が好き。中学校1年生の時にライブを見て以降憧れたという。3期生のオーデションに挑戦した経験がある[19]。推しメンは堀未央奈[20]。
- =LOVEのオーディションのエントリーナンバーが指原莉乃（さっしー）を表す34番だった[21]。
- バトントワリングは小学校2年生から7年間習っていた。一度だけ日本代表だった経験もある[22]。大会は東京体育館で行っており、その時広い会場に慣れた経験が=LOVEで生かされている[23]。
- 2019年から1年間=LOVEの活動を休止した理由については、アイドルのセンターの特別さを理解しておらず、その結果頭がぐちゃぐちゃになってしまったと語っている[24]。
- 活動休止期間を除き、デビューから『The 5th』までのシングルの表題曲のセンターを務めていた。2022年4月20日に指原プロデューサーに自ら願い出る形で、シングルの表題曲のセンターからの降板を決意したことを動画で発表し、『あの子コンプレックス』からは表題曲ではメンバーの1人として参加している[15]。ただし、「Junkies」（『この空がトリガー』収録曲）をはじめとするカップリングの楽曲ではセンターを務める[25]。
- 父親の影響でボートレーサーをやってみたいと思うほどのボートレース好きである。=LOVEのプロデューサーを務める指原莉乃がボートレースにハマった時に、ファン経由でボートレース好きであることが指原に伝わったことがきっかけで、「イコラブボートレース部」を設立し部長に就任している[26]。
- 猫を飼っている（名前は、がっちゃん）[27]。
- アイスが好きで特に森永製菓のパキシエルを推している[28]。アイス1本でUber Eatsを頼んでしまう習慣も明かしており、タクシー代と併せて、給料全額を注ぎ込んだこともあるという[29]。
- プロ野球は北海道日本ハムファイターズのファンである。
- 海外のドラマや映画を見ることが趣味。ジャンルはSFやアクションをよく観る。プラダを着た悪魔やアベンジャーズシリーズを特に好んでいる[22][23]。
- リアクションの良さから指原莉乃からバラエティタレントになることを期待されているが、本人はアイドルの夢が叶ったからそれで十分という姿勢である[30][31]。その一方で時折、指原や作家からメンバーを交えて、バラエティ番組のためのトークレッスンを受けていることも明かしている[32]。

## 出演

### 舞台
- あにてれ×=LOVE ステージプロジェクト
  - 「けものフレンズ」（2018年2月15日 - 18日、AiiA Theater Tokyo）- ニホンオオカミ 役[9]
  - 「ガールフレンド（仮）」 (2018年7月16日 - 22日、品川プリンスホテル クラブeX) - 椎名心実 役[33]

### テレビドラマ
- 本気のしるし（2019年10月21日、名古屋テレビ放送） - レストランの店員役[34]

### テレビ番組
- 芸能人が本気で考えた!ドッキリGP（2023年11月11日・2024年2月10日、フジテレビ）[35]
- ラヴィット!（2024年3月1日 、TBSテレビ）[36]
- 中居正広の金曜日のスマイルたちへ（2024年6月21日・28日、TBSテレビ）[37]
- ヒルナンデス! ローカル線ぶらり旅in日本海ひすいライン編（2024年7月30日・8月6日、日本テレビ）[38][39]
- 週刊ナイナイミュージック（2024年9月4日、フジテレビ）[40]
- これ余談なんですけど・・・（2024年9月11日、ABCテレビ） [41]
- 上田と女が吠える夜（2024年10月2日、日本テレビ）[29]

### テレビアニメ
- クラスの大嫌いな女子と結婚することになった。（2025年） - 長谷川柚希 役

### 劇場アニメ
- 劇場版 はいからさんが通る 前編 ～紅緒、花の17歳～（2017年11月11日）[8]
- スターシップ・トゥルーパーズ レッドプラネット（英語版）（2018年2月14日）[42]

### Webアニメ
- 「駅メモ!」ショートアニメ（2018年） - 静香 役[43]

### ゲーム
- ステーションメモリーズ!（2017年） - 王子しぐれ 役（初代）[44]
- ゆめいろファンタジーラテール（2019年） - ユラ 役[45]
- モンスターコレクト（2020年） - シンデレラ 役[46]

### ラジオ放送
- 矢吹奈子のレコメン！（2023年7月13日、文化放送） - 瀧脇笙古とともに[47]
- 山崎怜奈の誰かに話したかったこと。（2024年3月5日、TOKYO FM）[32]

### 雑誌掲載
- BRODY2月号（2020年12月23日） - 表紙グラビアに齊藤なぎさと共に掲載[48]
- ヤングチャンピオン11号（2021年5月11日） - 大谷映美里、齊藤なぎさ、佐々木舞香、野口衣織とともに表紙グラビア掲載[49]